# Hieracium amplexicaule
Hieracium amplexicaule — вид квіткових рослин з родини айстрових (Asteraceae). Поширений у Європі (Австрія, Франція (у т. ч. Корсика), Німеччина, Велика Британія, Італія, Нідерланди, Португалія, Іспанія (у т. ч. Балеарські острови), Андорра, Швейцарія, Словенія, Хорватія, Чорногорія) та Марокко й Алжирі; інтродукований до Польщі, Швеції, Бельгії.

## Середовище
Рослина потребує злегка вологих, вапняних і дрібноґрунтових або з дуже низьким вмістом вапна, але лише злегка кислих субстратів. Мешкає в ущелинах скель і стін, осипах і кам’янистих нерівних альпійських луках.

## Біоморфологічна характеристика
Гемікриптофіт. Це багаторічна рослина, залозиста, прямовисна, 2–4 дм, гілляста. Листки запушені на краях, всі або майже всі залозисті, дуже рідко змішані з численними простими волосками, нижні видовжено-ланцетні або видовжено-оберненояйцеподібні, виїмчасто-зубчасті або надрізано-зубчасті, звужені в крилатий черешок, стеблові листки з широкою основою, серцеподібні, зубчасті або цілокраї. Обгортка з дуже гострими листочками з усіма залозистими волосками. Квітки жовті. Період цвітіння: червень і липень.